# Heinrich Gruter
Heinrich Gruter, auch Hinrich Gruter (* wohl in Münster; † 17. Juli 1524 in Lübeck) war ein deutscher Kaufmann und Ratsherr der Hansestadt Lübeck.

## Leben
Der aus Westfalen stammende Kaufmann Heinrich Grüter heiratete mit Dorothea Divessen, der Tochter des Lübecker Bürgermeisters David Divessen, in das Lübecker Patriziat ein. 1518 wurde er selbst zum Ratsherrn in Lübeck erwählt. Sein Familienwappen findet sich in der Sammlung der Lübecker Bürgersiegel.
Gemeinsam mit seiner am 26. September 1548 verstorbenen Ehefrau wurde er in der Lübecker Marienkirche bestattet. Die erst 1557 verlegte steinerne Grabplatte mit Messingeinlage beider Familienwappen ist in der Literatur zwar mit allen Inschriften und Symbolen beschrieben, aber nicht erhalten. Sein Schwager David Divessen wurde 1528 ebenfalls in den Rat erwählt.